# И
И, и (cursiva: И, и) es una letra presente en la mayoría de los alfabetos cirílicos tanto modernos como arcaicos. Representa típicamente /i/ (en protoeslavo, eslavo eclesiástico, ruso, búlgaro, serbio, y macedonio), o /ɪ/ (en ucraniano, la misma suena como una "e" cerrada, mientras que en el lado ruso, suena como una "i" así como en algunas posiciones en el moderno eslavo eclesiástico y ruso).

## Orígenes
Parece una versión invertida de la N mayúscula del alfabeto latino pero fue derivada de la letra eta del alfabeto griego (Η, η, pronunciada [ɛː] en griego antiguo e [i] en griego moderno).
En el primer alfabeto cirílico prácticamente no había distinción entre las letras И (izhei) e І (i), derivadas de las letras griegas η (eta) e ι (iota). Ambas permanecieron en el repertorio alfabético ya que representaban números diferentes en la numeración cirílica, ocho y diez respectivamente, motivo por el cual a veces se les llama i octal e i decimal. Hoy en día coexisten en eslavo eclesiástico (sin diferencia fonética) y en ucraniano (con diferencia fonética). Otras ortografías eslavas eliminaron una de las dos letras durante las reformas de los siglos XIX y XX: el ruso, el búlgaro, el serbio y el macedonio tienen solo la И, mientras que el bielorruso tiene solo la І.
En algunos formatos (especialmente en letra cursiva), la minúscula (и) se asemeja a una letra u (и).

## Uso
Es la décima letra del alfabeto ruso y se pronuncia /i/, como la i de 'pino'. Aunque cuando está sola no va precedida de la semivocal "yod", /j/, como sí ocurre con otras vocales "débiles" (е, ё, ю y я), en ruso se le considera la correspondiente débil de ы, que representa /ɨ/  (en la lengua ucraniana y bielorrusa, el sonido /i/ se representa con la letra і, y a veces se le llama "I ucraniana").
La letra и es la undécima letra del alfabeto ucraniano y representa /e/, como en la palabra Universidad (Університет- //Universetet//. La lengua bielorrusa ha prescindido por completo de la letra и, pero conserva su versión corta: la letra й, llamada I kratkoye ('I corta'), que se usa también en ruso y en la mayoría de las lenguas arriba citadas, aunque otras como el serbio y el montenegrino la han remplazado por una J.
Por lo común, es transliterada del ruso, simplemente, como i, o del ucraniano como y o i, usando diferentes sistemas de romanización.
Las letras и y я se usan en la tipografía del falso cirílico, un estilo tipográfico empleado en diversos contextos para recrear una atmósfera eslava.

### Sistema numeral cirílico
En la antigüedad, en el sistema numeral cirílico, esta letra tenía el valor numérico 8.

## Tabla de códigos
| Codificación de caracteres | Tipo      | Decimal | Hexadecimal | Octal  | Binario             |
| -------------------------- | --------- | ------- | ----------- | ------ | ------------------- |
| Unicode                    | Mayúscula | 1048    | 0418        | 002030 | 0000 0100 0001 1000 |
| Unicode                    | Minúscula | 1080    | 0438        | 002070 | 0000 0100 0011 1000 |
| ISO 8859-5                 | Mayúscula | 184     | B8          | 270    | 1011 1000           |
| ISO 8859-5                 | Minúscula | 216     | D8          | 330    | 1101 1000           |
| KOI 8                      | Mayúscula | 233     | E9          | 351    | 1110 1001           |
| KOI 8                      | Minúscula | 201     | C9          | 311    | 1100 1001           |
| Windows 1251               | Mayúscula | 200     | C8          | 310    | 1100 1000           |
| Windows 1251               | Minúscula | 232     | E8          | 350    | 1110 1000           |
Sus códigos HTML son: &#1048; o &#x418; para la minúscula y &#1080; o &#x438; para la minúscula.